# Turkosflugsnappare
Turkosflugsnappare (Eumyias thalassinus) är en syd- och sydostasiatisk fågel i familjen flugsnappare inom ordningen tättingar.

## Utseende och läte
Turkosflugsnapparen är en medelstor till stor (kroppslängd 15–17 centimeter), slank och långstjärtad flugsnappare som sitter upprätt. Hanen är nästan helt grönblå med svart tygel. Honan är dovare och gråare i färgen och har mer sotfärgad tygel. Ungfågeln är fläckad i orangebeige med turkosa vingar och stjärt samt turkos anstrykning både ovan och under. Sången består av en rask serie högfrekventa, böljande men gradvis dalande toner.

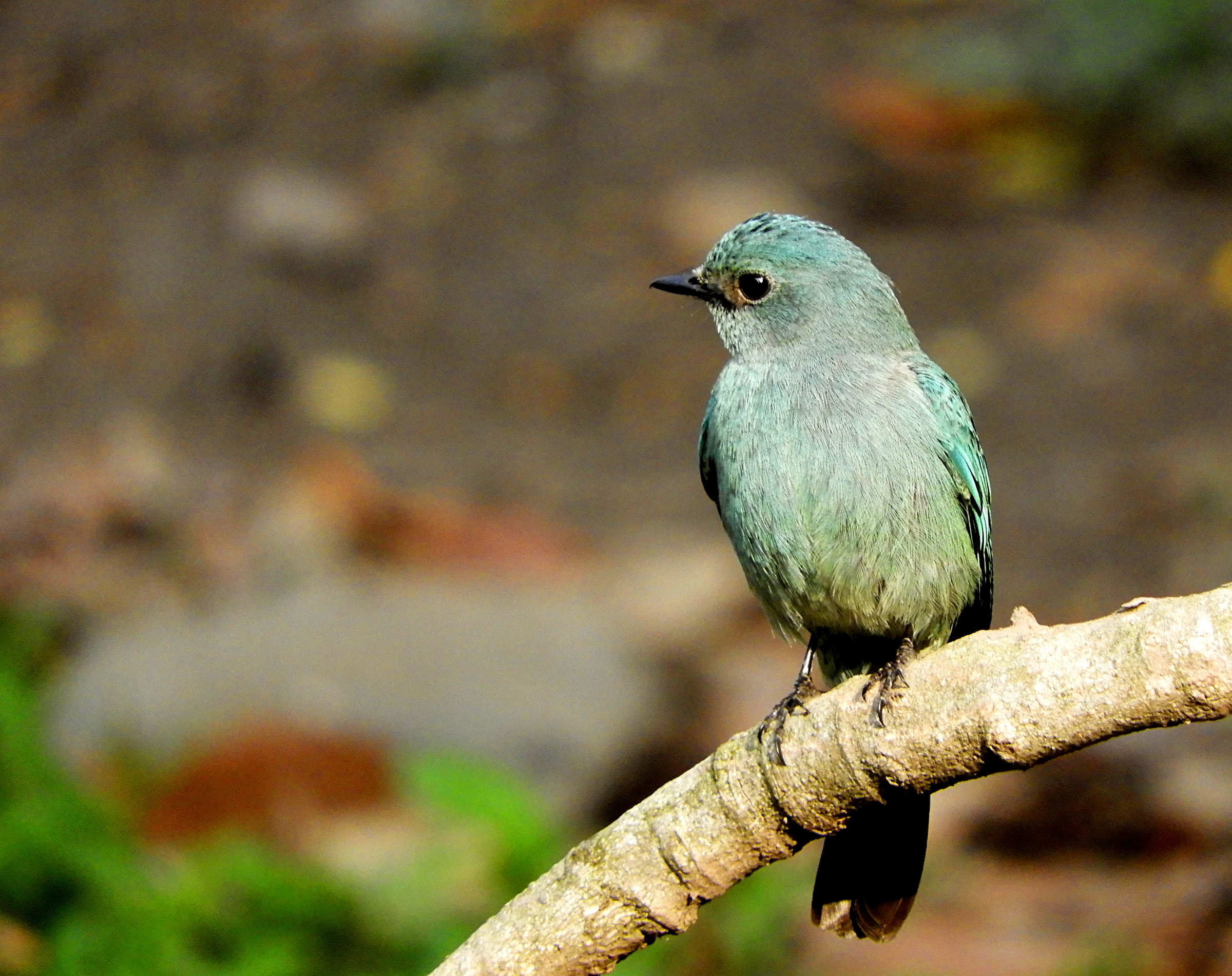
Hona.

## Utbredning och systematik
Turkosflugsnappare delas in i två underarter med följande utbredning:
- Eumyias thalassinus thalassinus – förekommer i Himalaya från norra Pakistan (Murree Hills), österut fläckvis till nordöstra Indien (Arunachal Pradesh, Assam, Meghalaya), centrala och södra Kina (södra Xizang österut till södra Shaanxi och Hubei, söderut till Yunnan och Guangdong, Myanmar, Thailand (förutom centrala och södra delarna) och Indokina; vintertid söderut till centrala och södra Indien, Bangladesh, centrala Myanmar, centrala Thailand och sydöstra Kina
- Eumyias thalassinus thalassoides – förekommer på thailändska halvön, Malackahalvön, Sumatra och (sällan) Borneo

Den har även vid ett tillfälle påträffats i Iran, 28 mars 2001.

## Levnadssätt
Arten påträffas i öppen skog i låglänta områden samt låga berg, i skogskanter, öppningar och buskage utmed vattendrag. Födan är dåligt känd, men den har noterats ta små ryggradslösa djur men även mogna bär av släktet Macaranga.

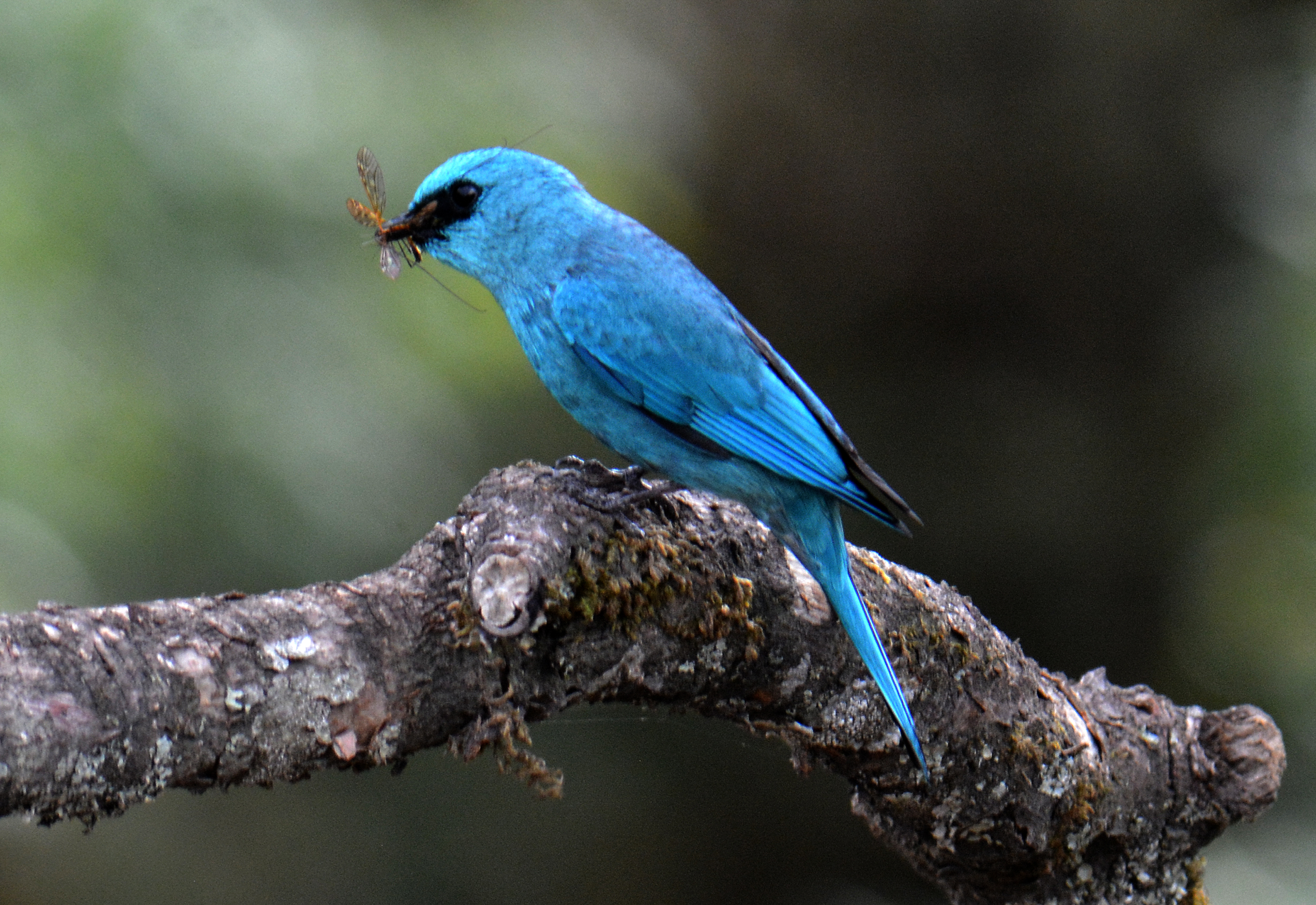
Hane turkosflugsnappare med föda i näbben.

## Status och hot
Arten har ett stort utbredningsområde, men tros minska i antal, dock inte tillräckligt kraftigt för att den ska betraktas som hotad. Internationella naturvårdsunionen IUCN listar arten som livskraftig (LC).  Världspopulationen har inte uppskattats men den beskrivs som vanligt förekommande.